# 山东虫瘴霉
山东虫瘴霉（学名：Furia shandongensis）是属于虫霉目虫霉科虫瘴霉属的一种真菌，寄生在球螋上。该种分布于中国。